# Camarista

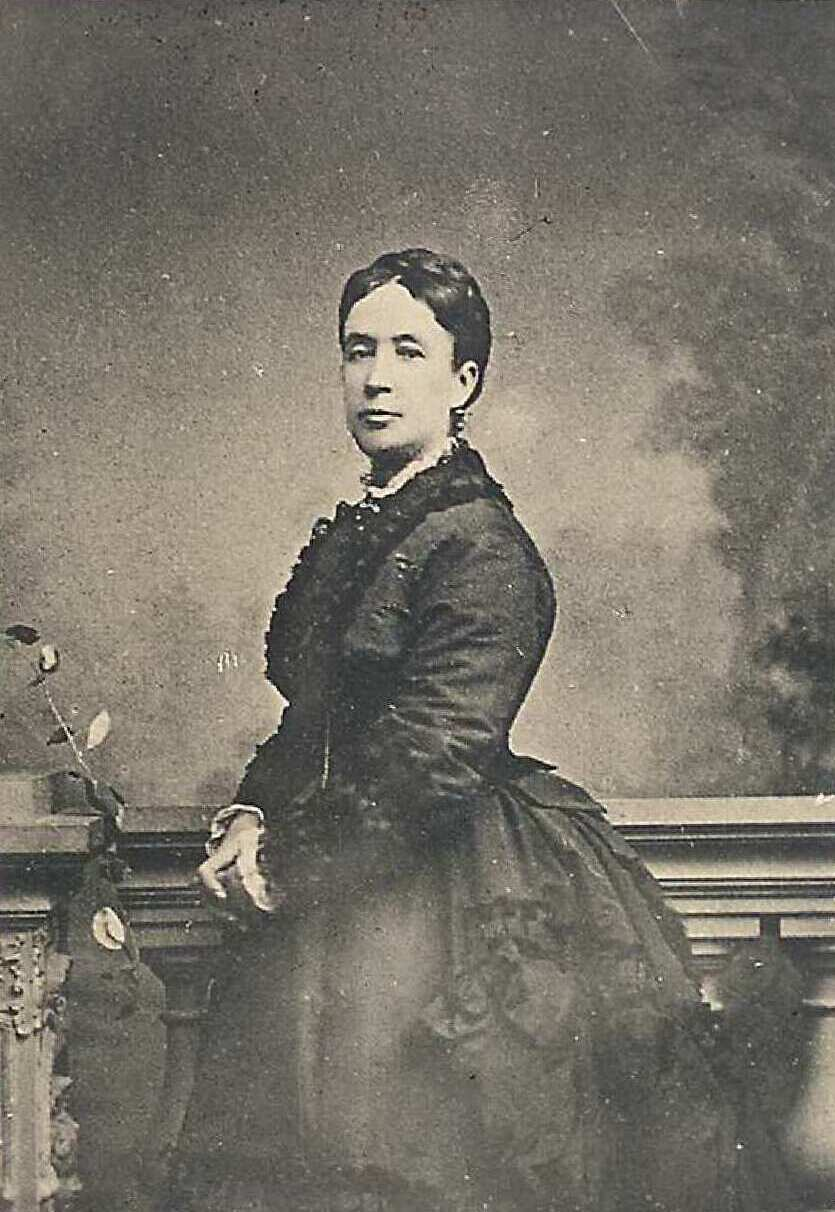
Fotografía de Amparo Sorróndegui, camarista de Isabel II, con quien mantuvo una relación de amistad.

Camarista fue el nombre que recibió un cargo desaparecido de la corte española.

## Historia
El término era utilizado en el siglo XVII, como sinónimo de camarera, es decir, criada de distinción con acceso a la cámara.
El cargo apareció con este nombre en el siglo XVIII.Avanzado este siglo el número de camaristas superó el previsto oficialmente.
En 1808 existían 21 camaristas al servicio de la Reina, que prestaban servicio por debajo de 10 damas, 10 señoras de honor, 2 guardas mayores, 4 azafatas y 5 dueñas. En la planta de 1815 se fijaba su número en 12, y en 1820 se fijó en 8.
El cargo, como el resto de la servidumbre femenina de la corte española, alcanzó su mayor relevancia durante el inicio del reinado de Isabel II, por ser mujer y soberana por derecho propio. Entre las más notables se encuentran las hermanas Sorrondegui (Amparo y Cristina) por su papel el 7 de octubre de 1841 cuando Diego de León entró en el Palacio Real de Madrid.
En 1848 esta clase se encontraba ya suprimida.

## Descripción
El cargo era ejercido por mujeres solteras y estaba destinado a la reina y otras mujeres de la familia real.
De acuerdo con su propio nombre, en el caso de las camaristas al servicio de la reina, tenían acceso a la cámara de la Reina.Al menos entre 1802 y 1815 cobraban 9.000 reales.
En el momento de contraer matrimonio, solían ser dotadas por el monarca español.  

### Individuales
1. ↑  «Camarista». Diccionario de la Real Academia Española. Real Academia de la Historia. 2014.
2. ↑  Cabrera de Córdoba, Luis (1857). «Año de 1603. De Valladolid à 25 de enero de 1693». Relaciones de las cosas sucedidas en la corte de España, desde 1599 hasta 1614. Imprenta de J. Martín Alegria. p. 165. Consultado el 10 de noviembre de 2023.
3. ↑  Fonseca, María Sanhuesa (1998). «Armería Del Ingenio Y Recreación De Los Sentidos: La Música En Las Academias Literarias Españolas Del Siglo Xvii». Revista de Musicología 21 (2): 497-530. ISSN 0210-1459. doi:10.2307/20797535. Consultado el 10 de noviembre de 2023.
4. ↑  Pineda Ceballos Escalera, Antonio; Nogués, José María (1901). «Toros y cacerías reales.». Guia palaciana : dedicada a S.M. la Reina Regente fundada por Manuel Jorreto Paniagua y continuada por Pedro Soler y Mora ; con la colaboración de distinguidos escritores y artistas III: 29.
5. ↑  Moral Roncal, 2020.
6. 1 2  Moral Roncal, 2020, p. 152.
7. ↑  Cruz Ugalde, P. Félix, cmf (23 de abril de 1950). «Vida anecdótica del Beato Antonio María Claret. Capítulo décimo sexto». La Esperanza (17). p. 7.
8. 1 2 3  Ortuzar Castañer, Trinidad. «María del Amparo Sorróndegui y Martínez». Diccionario biográfico español. Real Academia de la Historia.
9. ↑  Real Casa y Patrimonio de la Corona de España (1847). «Señoras de la Real servidumbre cesantes, jubiladas y pensionistas, amas y hermanos de lactancia de las Personas Reales. Pensionadas al contraer matrimonio. Camaristas». Guía de Casa Real y Patrimonio: Año de 1848. Aguado. pp. 81-82. Consultado el 12 de noviembre de 2023.
10. ↑  Martín Mínguez, Bernardino (1901). «Viajes, jornadas y etiquetas a bordo». Guia palaciana : dedicada a S.M. la Reina Regente fundada por Manuel Jorreto Paniagua y continuada por Pedro Soler y Mora ; con la colaboración de distinguidos escritores y artistas III: 29.
11. ↑  Sánchez González, Dolores del Mar (2015). «La articulación de los espacios ceremoniales de la Corte durante la regencia de la Reina gobernadora María Cristina de Borbón». Anuario de historia del derecho español (85): 519-547. ISSN 0304-4319. Consultado el 10 de noviembre de 2023.